# Карачи
Кара́чи (урду کراچی‎, англ. Karachi, синдхи ڪراچي) — портовый город на юге Пакистана, административный центр провинции Синд, крупнейший город страны и один из крупнейших городов мира. 
Площадь города равна 3527 км², что почти в четыре раза больше, чем площадь Гонконга. 
С населением от 12 до 18 миллионов человек Карачи является одним из крупнейших городов мира по численности населения и 7-й крупнейшей агломерацией в мире.
Карачи был первой столицей независимого государства Пакистан (до переноса столицы в Равалпинди в 1958 году). Порты Карачи и Касим — одни из самых крупных и оживлённых портов на Индийском океане.
После обретения независимости Пакистаном, население города резко возросло, так как сотни тысяч урду-говорящих мигрантов из Индии, Восточного Пакистана и других частей Южной Азии переселились в Карачи.
Местные жители называют Карачи «Город Огней» (урду روشنیوں کا شہر‎), «Невеста городов» (урду عروس البلاد‎) и «Город Каида» (урду شہر قائد‎), так как здесь родился и был захоронен Мухаммад Али Джинна, известный в Пакистане под почётным прозвищем Каид-э-Азам (англ. Qaid-e-Azam, «Великий вождь»), основатель Пакистана, который сделал город столицей провозглашённого государства.

## Обзор
Карачи — главный финансовый, банковский, промышленный и торговый центр Пакистана. Здесь расположены крупнейшие корпорации страны, развита текстильная и автомобильная промышленность; а также индустрия развлечений, искусства, моды и рекламы; издательская деятельность, разработка программного обеспечения, проводятся медицинские и научные исследования. 
Город является крупным центром высшего образования в Южной Азии и в исламском мире.
Являясь одним из наиболее быстро растущих городов мира, Карачи сталкивается и с проблемами, среди которых есть такие, как пробки на дорогах, загрязнение окружающей среды, бедность и уличная преступность. Из-за этих проблем Карачи занимает низкие рейтинги в уровне благоустроенности городов: по данным издания "The Economist", город занимает 129-е место среди 132 городов, а издание "BusinessWeek" оценил Карачи на 175-е место из 215 городов в 2007 году (по сравнению с 170-м местом в 2006 году).
Транспортные проблемы и загрязнение окружающей среды являются основными проблемами для Карачи. Уровень загрязнения воздуха в Карачи значительно выше норм, установленных ВОЗ.

## История

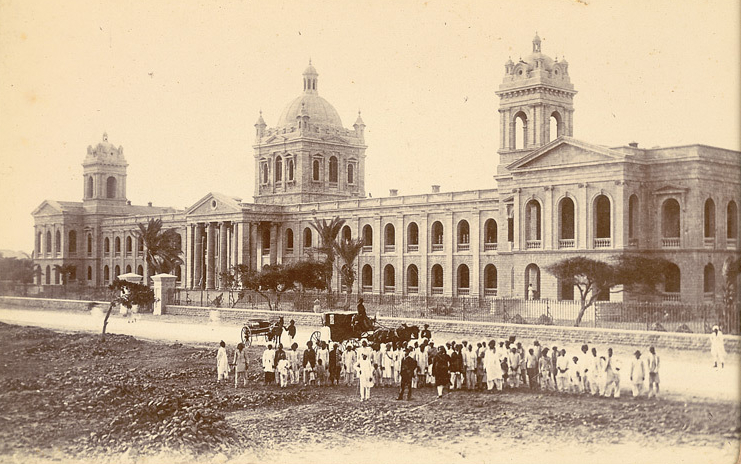
Dayaram Jethmal College, 19 век

В начале XVIII века Карачи был маленькой рыбацкой деревней. Благодаря удачному местоположению и природной защите от муссонов, в 1795 году в деревне был возведён укреплённый форт синдхов. В 1839 году Карачи был захвачен британцами, этот факт сыграл переломную роль в истории деревни. Карачи стал одним из главных морских портов британцев на Аравийском море, здесь были расположены крупные войсковые части империи. Таким образом деревня превратилась в крупный город, с развитой по тем временам инфраструктурой.
В 1843 году между Карачи и Мултаном стал ходить пароход (около 500 км по реке Инд). В 1854 году на месте старого порта британцы построили современный. В 1861 году была проложена железная дорога из Карачи в Котри. В 1864 году была установлена прямая телеграфная связь с Лондоном. С открытием Суэцкого канала в 1869 году, роль Карачи в регионе выросла и город стал полноценным морским портом. К 1873 город стал эффективной и хорошо управляемой гаванью. После того как Пенджаб стал житницей Индии в 1890-х годах, роль Карачи ещё выросла и он стал главным морским портом региона.
После Первой мировой войны, в городе стала развиваться сфера услуг и промышленность. К 1924 году в Карачи был построен аэродром, а в 1936 году город стал столицей провинции Синд.
С созданием Пакистана в 1947 году, Карачи стал не только столицей и главным морским портом молодого государства, но и центром промышленности, бизнеса и торговли страны. Хотя Равалпинди и был выбран временной столицей в 1958 году, до того как все правительственные учреждения переехали в Исламабад к 1969 году, Карачи сохранял свой статус бизнес-столицы и промышленного центра Пакистана. В следующем десятилетии, благодаря развитой инфраструктуре и промышленности, в город хлынуло огромное количество иммигрантов из сельской местности и эмигрантов из других стран, что почти в два раза увеличило размер города и способствовало большому росту численности населения. Так как инфраструктура города уже была перегружена до предела, то одна треть из этих, вновь прибывших эмигрантов, была вынуждены поселиться в городских трущобах известных в Пакистане под названием Катчи-Абади. В трущобах нет электричества, водопровода и канализации. В 21 веке перенаселённость стала самой большой проблемой Карачи.

## Физико-географическая характеристика

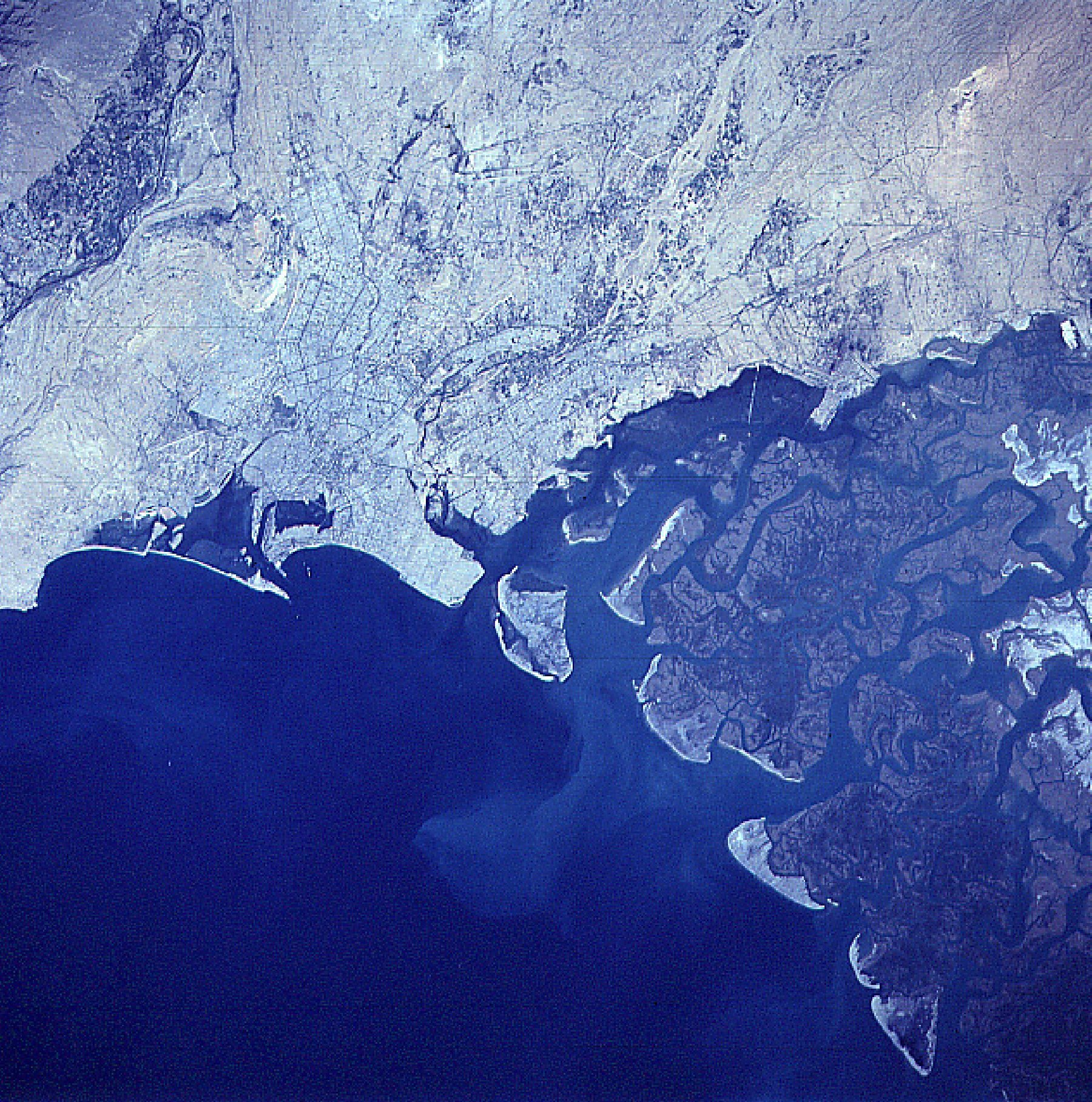
Вид Карачи со спутника

Карачи расположен на юге Пакистана, на побережье Аравийского моря. Его координаты — 24 ° 51 'N 67 ° 02' E. Город расположен преимущественно на равнинах, с холмами на западе и полуостровом Манора на юге. В юго-восточной части города, в дельте Инда, есть манговые деревья и ручьи. На северо-западе города находится мыс Монзе. Карачи расположен на высоте 22 метров над уровнем моря. Через город протекает две реки: Малир (с северо-востока в центр) и Лайари (с севера на юг). Есть также много других, более мелких рек которые протекают в западных и северных пригородах Карачи. Весь административный район Карачи занимает площадь 3 527 км². Из них 591 км² (17 %) составляют площадь самого города. Остальные 2 936 км² (83 %) занимают пригороды и сельские районы, входящие в агломерацию.

### Геология
Обширная Индо-Гангская равнина упирается в массив Деканского плоскогорья, образуя прогиб, переходящий в складчатые горы и сформировавшийся под воздействием седиментации. Карачи находится в засушливой зоне возле Инда, на окраине равнины. Единственными источниками воды здесь, на западной оконечности равнины, являются короткие реки, прерывающиеся ирригационными оазисами, и сам Инд, протекающий в 40 км от города по широкой речной долине.
На всём протяжении отрезка берега Индийского океана к востоку от Инда расположены болотистая солончаковая пустыня (т. н. Большой Качский Ранн); в районе дельты Инда вдоль всего побережья раскинулись мангровые заросли. Долина Инда является одним из важнейших районов хлопководства в Южной Азии. Расположенный западнее Карачи является главным пунктом вывоза этой продукции, а также важным узловым пунктом международных авиалиний.

### Климат

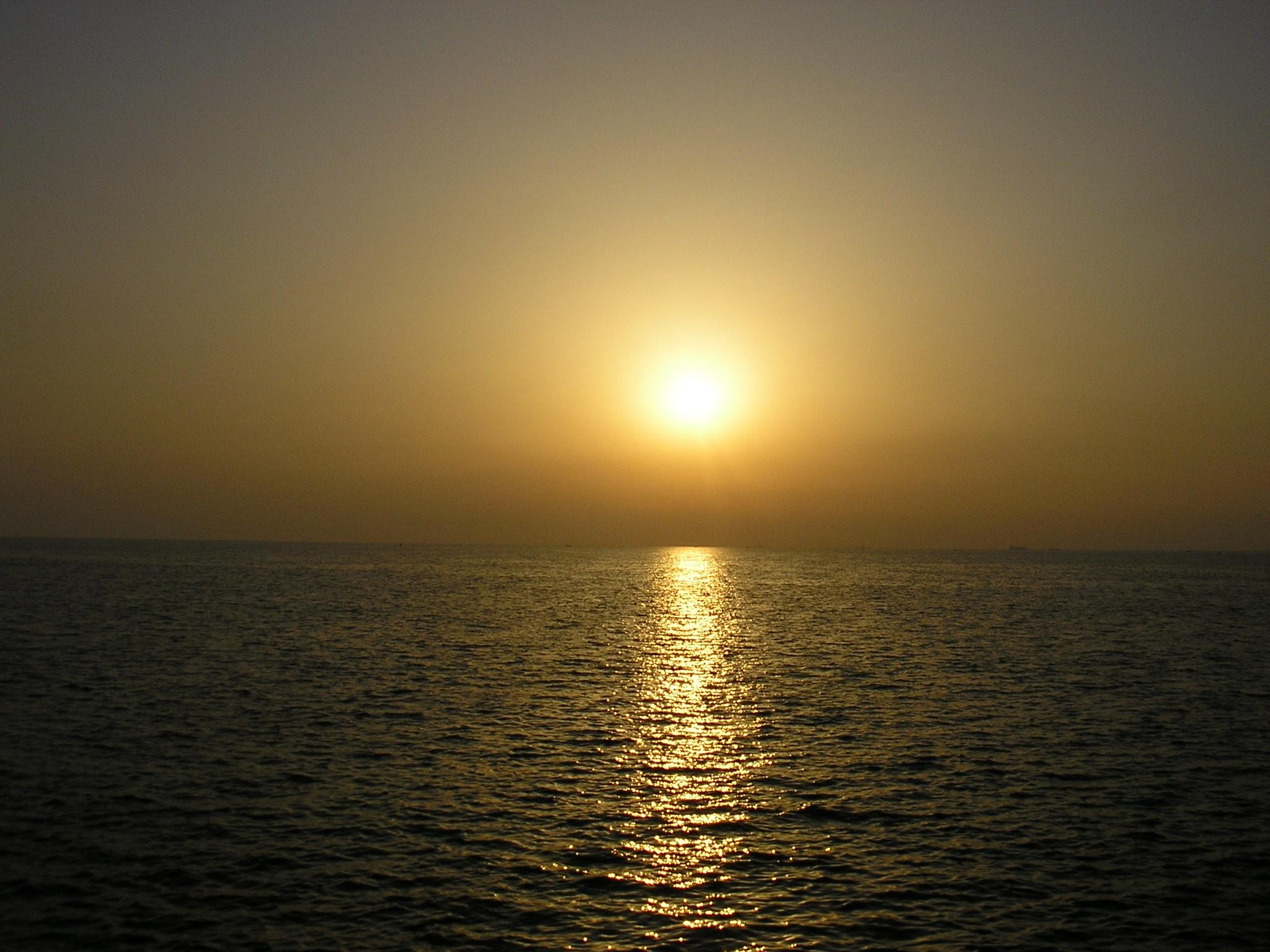
Закат в Карачи

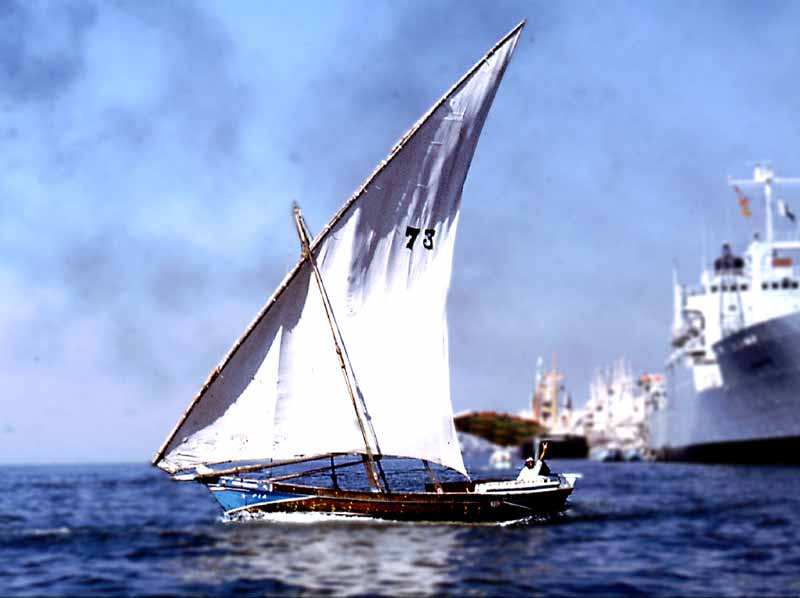
Рыбацкая лодка

В Карачи тёплый, тропический и засушливый климат с низким средним уровнем выпадения осадков (около 250 мм в год), большая часть которых выпадает во время сезона муссонов (июле-августе). Зима мягкая и сухая, лето жаркое и влажное, близость к морю поддерживает уровень влажности на высоком уровне и прохладный морской бриз сопровождает летние месяцы. Из-за высокой температуры в течение лета (от 30 до 44 °C, с апреля по август), зимние месяцы (с ноября по февраль) считаются лучшим временем для посещения Карачи. В декабре и январе в городе устанавливается хорошая погода (по сравнению с жарким и влажным летом), в июне начинается сезон дождей. В июле 1967 года выпал рекордный месячный уровень осадков — 429,3 мм. 7 августа 1953 года выпало рекордное количество осадков за одни сутки — около 278,1 мм; дождь шёл не переставая, что в результате привело к крупному наводнению. 18 июня 1979 года была зарегистрирована самая высокая температура в Карачи, которая составила 47 °C, а самая низкая — 0,0 °C — была зарегистрирована 21 января 1934 года. В июне 2015 года температурный рекорд едва не был побит: в ходе аномальной жары, обрушившейся на страну, температура воздуха в городе достигла 45°С. За несколько дней от обезвоживания и тепловых ударов в городе погибли около 750 человек.
| Показатель                    | Янв. | Фев. | Март | Апр. | Май  | Июнь | Июль | Авг. | Сен. | Окт. | Нояб. | Дек. | Год   |
| ----------------------------- | ---- | ---- | ---- | ---- | ---- | ---- | ---- | ---- | ---- | ---- | ----- | ---- | ----- |
| Абсолютный максимум, °C       | 32,8 | 36,1 | 41,5 | 44,4 | 47,8 | 47   | 42,2 | 41,7 | 42,8 | 43,3 | 38,5  | 34,5 | 47,8  |
| Средний суточный максимум, °C | 25   | 26   | 29   | 32   | 34   | 34   | 33   | 31   | 31   | 33   | 31    | 27   | 31    |
| Средний суточный минимум, °C  | 13   | 14   | 19   | 23   | 26   | 28   | 27   | 26   | 25   | 22   | 18    | 14   | 21    |
| Абсолютный минимум, °C        | −1,5 | 3,3  | 7    | 12,2 | 17,7 | 22,1 | 22,2 | 20   | 18   | 10   | 6,1   | 1,3  | −1,5  |
| Норма осадков, мм             | 3,6  | 6,4  | 8,3  | 4,9  | 0,0  | 3,9  | 66,4 | 44,8 | 22,8 | 0,3  | 1,7   | 4,5  | 167,6 |
| Источник:                     |      |      |      |      |      |      |      |      |      |      |       |      |       |

## Население

Рост численности населения в Карачи.

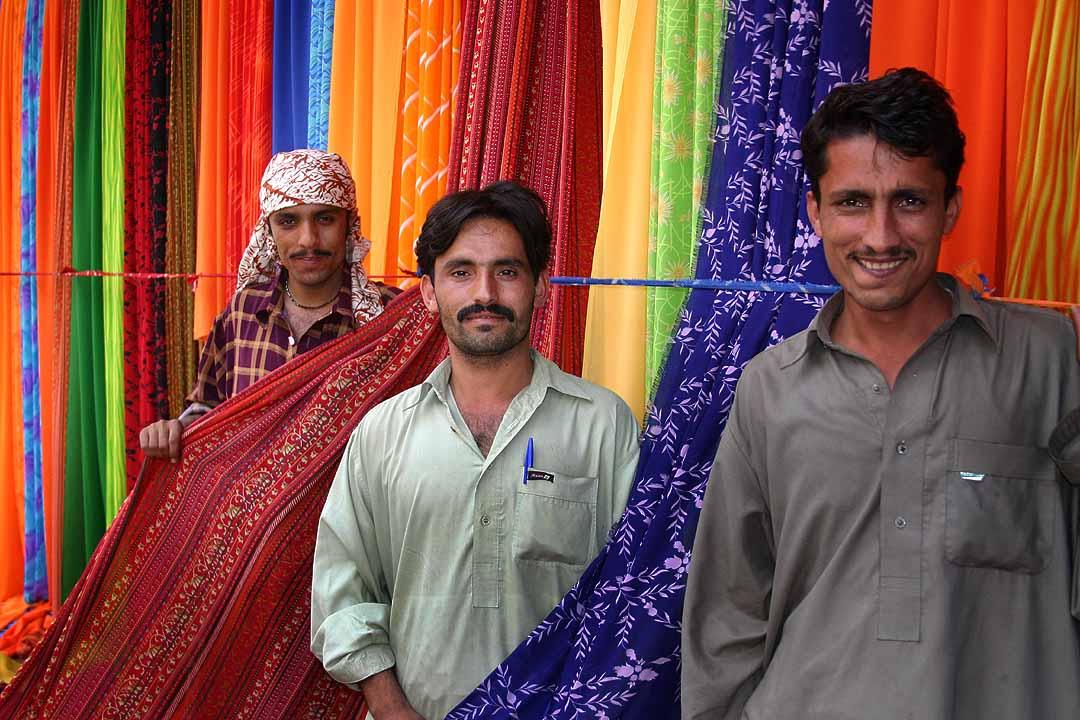
Пакистанские торговцы тканью

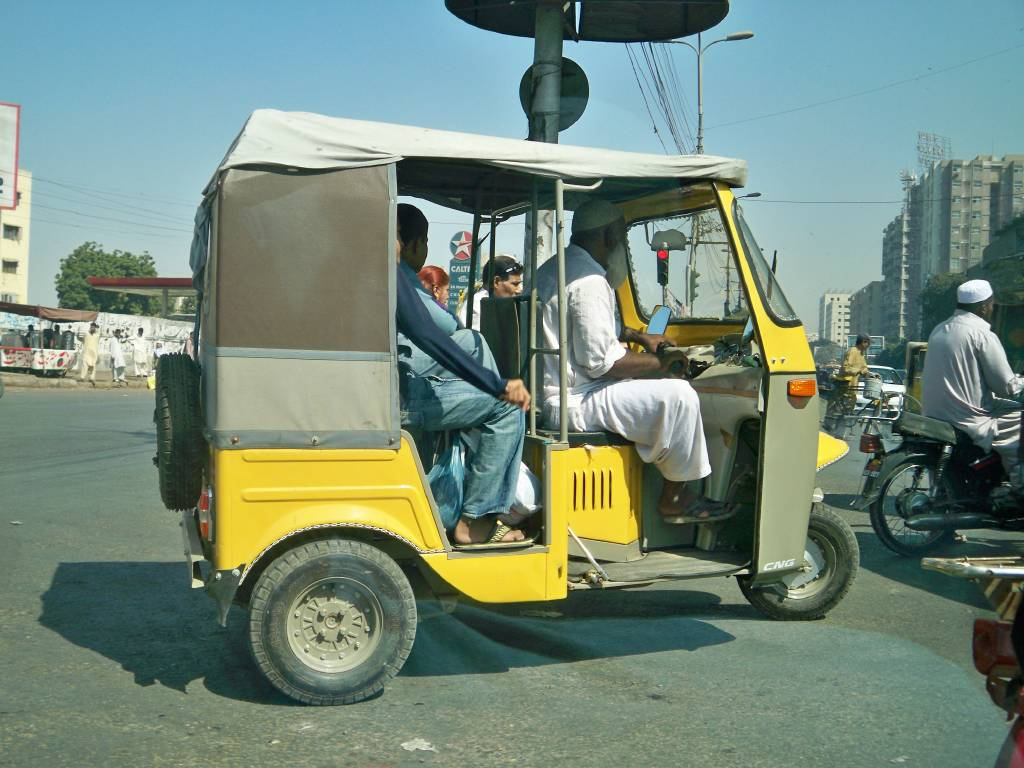
Общественный транспорт в Карачи

Среди жителей Карачи встречается множество этнолингвистических групп из других частей Пакистана и беженцы из разных стран мира. В конце 19 века население города составляло около 105 000 человек с постепенным увеличением численности в течение следующих нескольких десятилетий, достигнув показателя в более чем 400 000 человек накануне независимости Пакистана в 1947 году. Текущие оценки численности составляют от 12 до 18 млн человек. Население города, по оценкам, растёт примерно на 5 % в год (в основном, за счёт внутренней миграции населения), в том числе примерно 45 000 рабочих-мигрантов приезжает в город каждый месяц из различных районов Пакистана.
В настоящее время крупнейшей этнической общиной в городе являются мухаджиры. Большинство домов, брошенных индуистами, были предоставлены правительством Пакистана для урду-говорящих мусульманских мигрантов, которые бежали из Индии. Этих беженцев в Пакистане называли мухаджирами; их потомки в настоящее время составляют большинство населения Карачи. Помимо них в город прибыло большое количество мусульман-пенджабцев из Восточного Пенджаба и мусульман Кашмира. Пуштуны родом из Хайбер-Пахтунхвы и Северного Белуджистана в настоящее время являются второй по величине этнической группой города. В Карачи проживает 7 миллионов пуштунов, в том числе около 50 000 зарегистрированных беженцев с Афганистана. В Карачи проживает самая большая пуштунская община в мире — их численность в городе значительно больше, чем в исконно пуштунских городах, таких как Кандагар, Пешавар и Кветта. Многие из пуштунов проживают в Карачи на протяжении десятилетий, и, как следствие, для них основными языками общения является урду и английский (особенно для богатых семей).
После индо-пакистанской войны 1971 года в город прибыли тысячи переселенцев из Восточного Пакистана (после декабря 1971 года — независимого государства Бангладеш) бенгальцев из Бангладеш, и сегодня в Карачи проживает до 2 млн выходцев из Бангладеш, называемых в Пакистане биха́ри, многие из которых эмигрировали в Пакистан в 1980-х и 1990-х годах и в настоящее время работают в качестве рыбаков и рабочих. За ними следуют беженцы из Мьянмы и азиатские беженцы из Уганды. В городе также присутствуют эмигранты из Ирана, бывшего Советского Союза и Шри-Ланки. Есть также небольшая община сидди (африканской по происхождению негроидной расово-этнической группы).
К другим значимым этническим меньшинствам Карачи относятся белуджи (преимущественно в западных районах города) и синдхи (в восточных районах). Общины армян и евреев, которые в колониальный период были весьма многочисленными и влиятельными, в настоящее время сократились до нескольких десятков человек.

### Языки
Согласно переписи 1998 года, в Карачи распространены следующие языки: урду (48,52 %); панджаби (13,94 %); пушту (11,42 %); синдхи (7,22 %); белуджский язык (4,34 %); сирайки (2,11 %) и другие (12,4 %). В городе можно встретить носителей дари, гуджарати, арабского, персидского и бенгальского языков. При этом в сфере делопроизводства, бизнесе и сервисе широко применяется английский язык, навыки которого имеют почти все жители города, имеющие начальное образование.

### Религия
Согласно переписи 1998 года, религиозный состав населения города выглядит следующим образом: мусульмане (96,45 %); христиане (2,42 %); индуисты (0,86 %); ахмадие (0,17 %) и другие (парсы, сикхи, бахаисты, иудеи и буддисты) (0,10 %). До раздела Британской Индии в городе проживало большое количество индуистов и сикхов, однако подавляющее их большинство бежало в Индию (при этом тысячи были физически истреблены в ходе волнений лета 1947 года). Во время британского владычества в Карачи бывали представители многих новых религиозных движений, например, М. Монтессори, там располагался Брахма Кумарис Всемирный Духовный Университет.

### Преступность
В Карачи произошёл ряд известных терактов: захват самолёта в 1986 году, убийство американского журналиста Дэниела Перла в 2002 году, террористическая атака на французских инженеров, террористический акт в 2007 году. Ещё ряд преступлений был организован группировкой «Лашкаре-Тайба». Карачи является крупнейшим центром международной торговли гашишем и героином, к которой причастны такие лидеры наркобизнеса, как бывший премьер-министр Афганистана Гульбеддин Хекматияр.
22 мая 2011 года 13 человек погибли при атаке боевиков на базу авиации ВМС в Карачи.

## Административное устройство

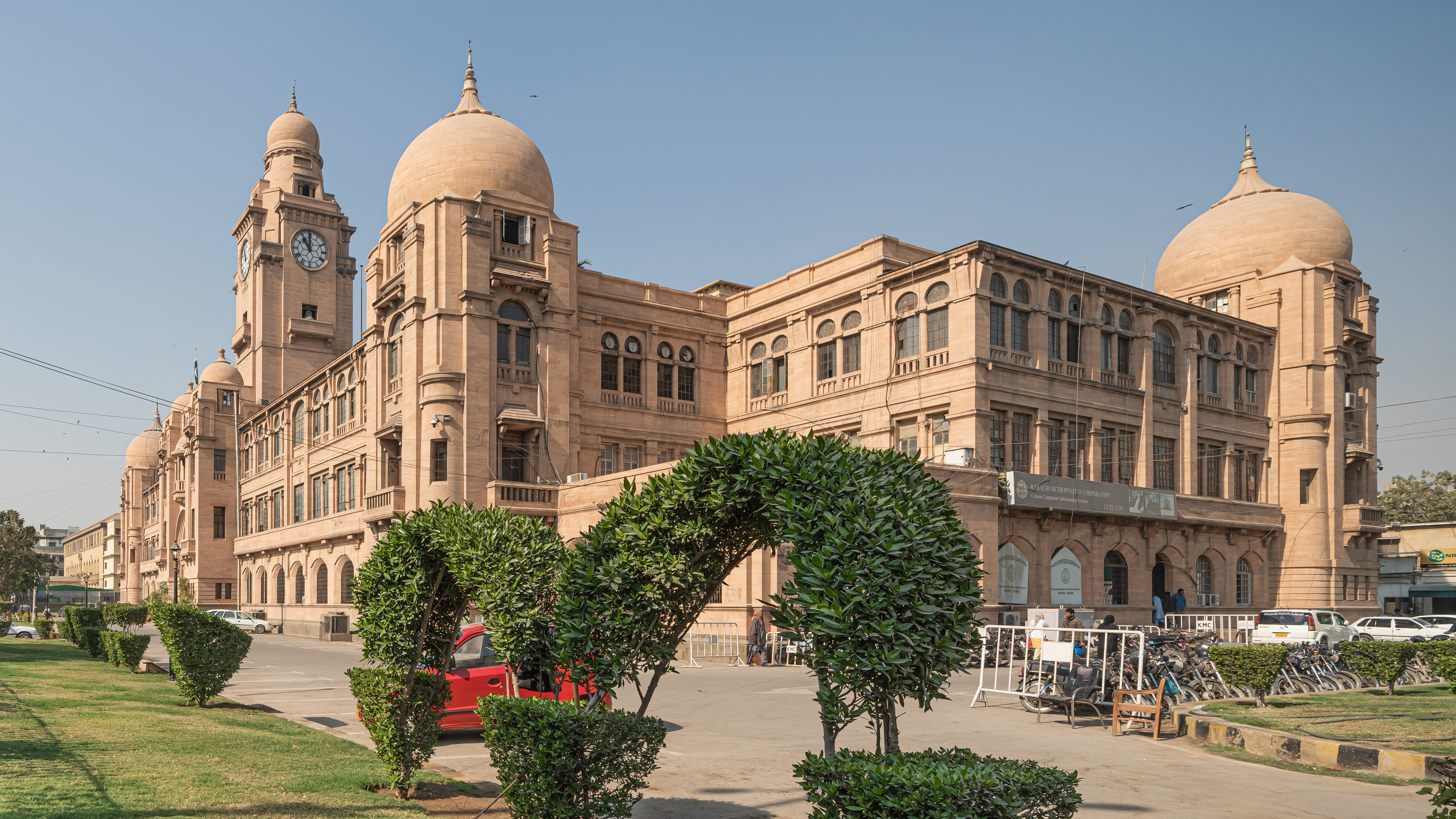
Здание муниципалитета Карачи, 1927-30 г.г. (одна из главных достопримечательностей города)

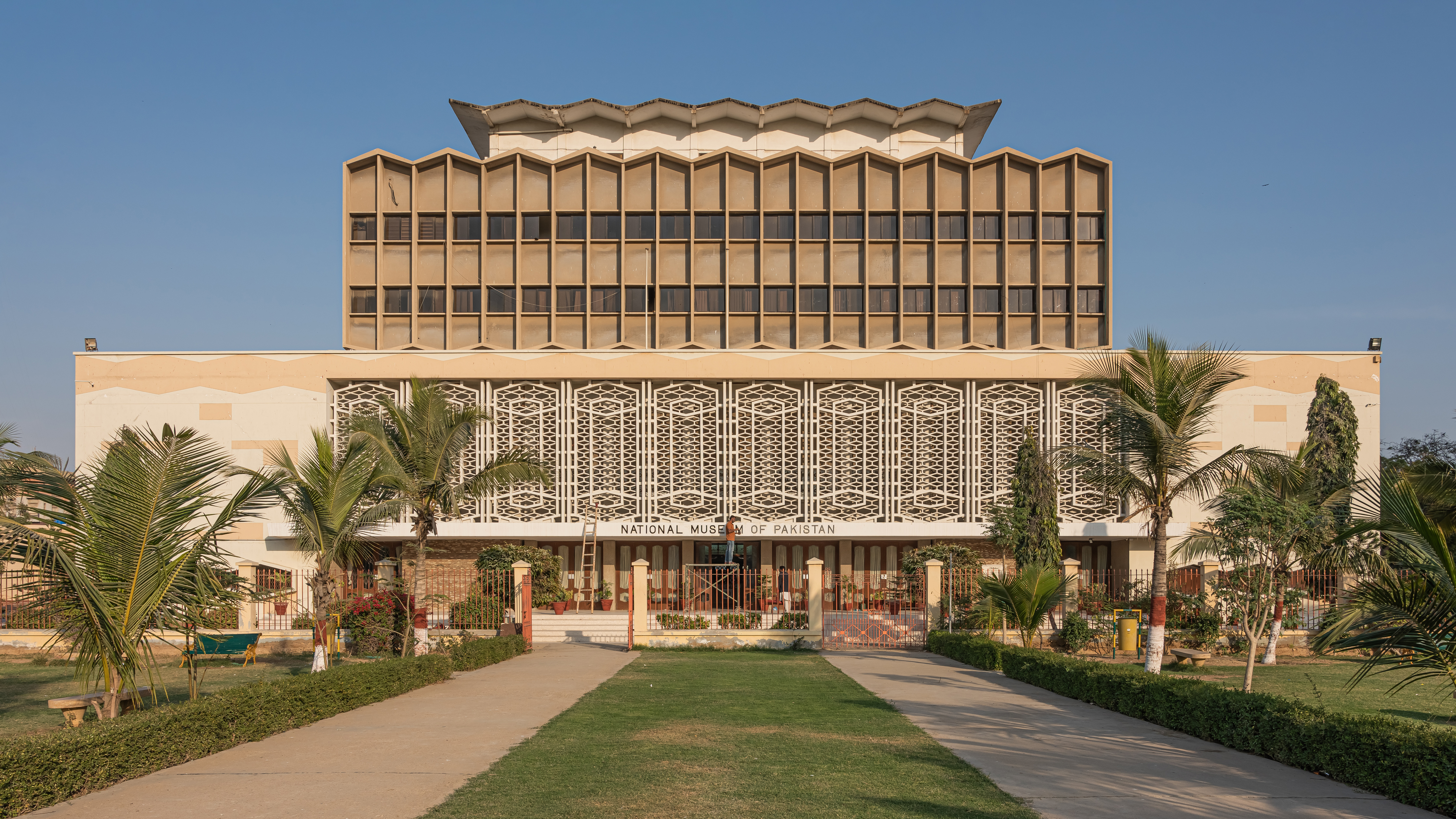
Национальный музей Пакистана

Карачи является городом-округом (англ. City District), административно входящим в состав провинции Синд, делится по трёхуровневому принципу. Два нижних уровня состоят из 18 техсилов и 178 союзных советов. В каждый союзный совет входят тринадцать человек, избираемых населением. Четверо мужчин и две женщины избираются непосредственно населением в целом; двое мужчин и две женщины — представители от крестьян и рабочих, один человек представляет меньшинства; два человека избираются совместно, как союзный мэр (назим) и заместитель союзного мэра (наиб назим). В каждом техсиле в совет входят все заместители союзного мэра, а также избранные представители для женщин, крестьян, рабочих и меньшинств. Окружной совет включает в себя всех союзных мэров округа, а также избранных представителей для женщин, крестьян, рабочих и меньшинств. Каждый совет также включает в себя до трёх секретарей советов и ряд других государственных служащих. Основная цель всех советов заключается в предоставлении коммунальных услуг населению на своей территории, в равной степени для: окружного совета городского совета и союзного совета. Существуют также шесть военных городков, которые находятся в подчинении пакистанской армии и административно не являются частью городского округа.
Нынешняя система административного правления в Карачи возникла в результате Постановления правительства от 14 августа 2001 года. Первая форма правления называлась охранный совет, который был учреждён в 1846 году с целью борьбы с распространением холеры в городе. В 1852 году возникла муниципальная комиссия, затем — городской комитет (в 1853 году). В 1932 году было построено Здание муниципалитета Карачи, которое стало одним из символов города. В 1933 году произошло очередное реформирование, Карачи был преобразован в муниципальную корпорацию с мэром, заместителем мэра и 57 советниками. С 1947 по 1964 год во дворце Мохатты располагалось министерство иностранных дел Пакистана. В 1948 году Карачи с прилегающими территориями общей площадью 2 103 км² стал территорией федерального подчинения (Федеральная столичная территория), однако в 1961 году это административное образование было упразднено, а город передали в состав провинции Западный Пакистан, но муниципальные корпорации продолжили своё существование и в 1976 году стали называться городской корпорацией (англ. metropolitan corporation), а затем были созданы зональные муниципальные комитеты (англ. zonal municipal committees), которые существовали вплоть до 1994 года. В 1996 году эта территория была разделена на пять округов, в каждой из которых есть муниципальная корпорация.
Наиматулла Хан был первым назимом Карачи, при нём в городе строились новые парки и развлекательные заведения для молодёжи (в честь такого события, как День Святого Валентина) и для семей (в честь такого события, как Ураза-Байрам). На выборах 2005 года, Саид Мустафа Камаль был избран назимом Карачи. До назначения на эту должность, Мустафа Камаль был провинциальным министром информационных технологий в провинции Синд. В 2010 году назимом города стал Фазлур Рахман.

### Административное деление
Карачи состоит из 18 техсилов. Все данные по состоянию на 1998 год.
| Название  | Численность | Процент от численности |
| --------- | ----------- | ---------------------- |
| Балдия    | 406 165     | 4,32                   |
| Бин-Касим | 316 684     | 3,37                   |
| Гадап     | 289 564     | 3,08                   |
| Гулберг   | 453 490     | 4,82                   |
| Гулшан    | 625 230     | 6,65                   |
| Джамшед   | 733 821     | 7,81                   |
| Кайамари  | 383 778     | 4,08                   |
| Коранги   | 546 504     | 5,81                   |
| Ландхи    | 666 748     | 7,09                   |

| Название           | Численность | Процент от численности |
| ------------------ | ----------- | ---------------------- |
| Лиакатабад         | 649 091     | 6,90                   |
| Лайари             | 607 992     | 6,47                   |
| Малир              | 398 289     | 4,24                   |
| Нью-Карачи         | 684 183     | 7,28                   |
| Северный Назимабад | 496.194     | 5,28                   |
| Оранги             | 723 694     | 7,70                   |
| Саддар             | 616 151     | 6,55                   |
| Шах-Файсал         | 335 823     | 3,57                   |
| SITE               | 467 560     | 4,97                   |

SITE — Синдская торгово-промышленная зона (англ. Sindh Industrial Trading Estate).
С 2011 года Карачи состоит из 6 округов, которые делятся на 18 техсилов. В состав Карачи входят также и 6 кварталов, управляемых непосредственно Министерством обороны Пакистана.

## Экономика

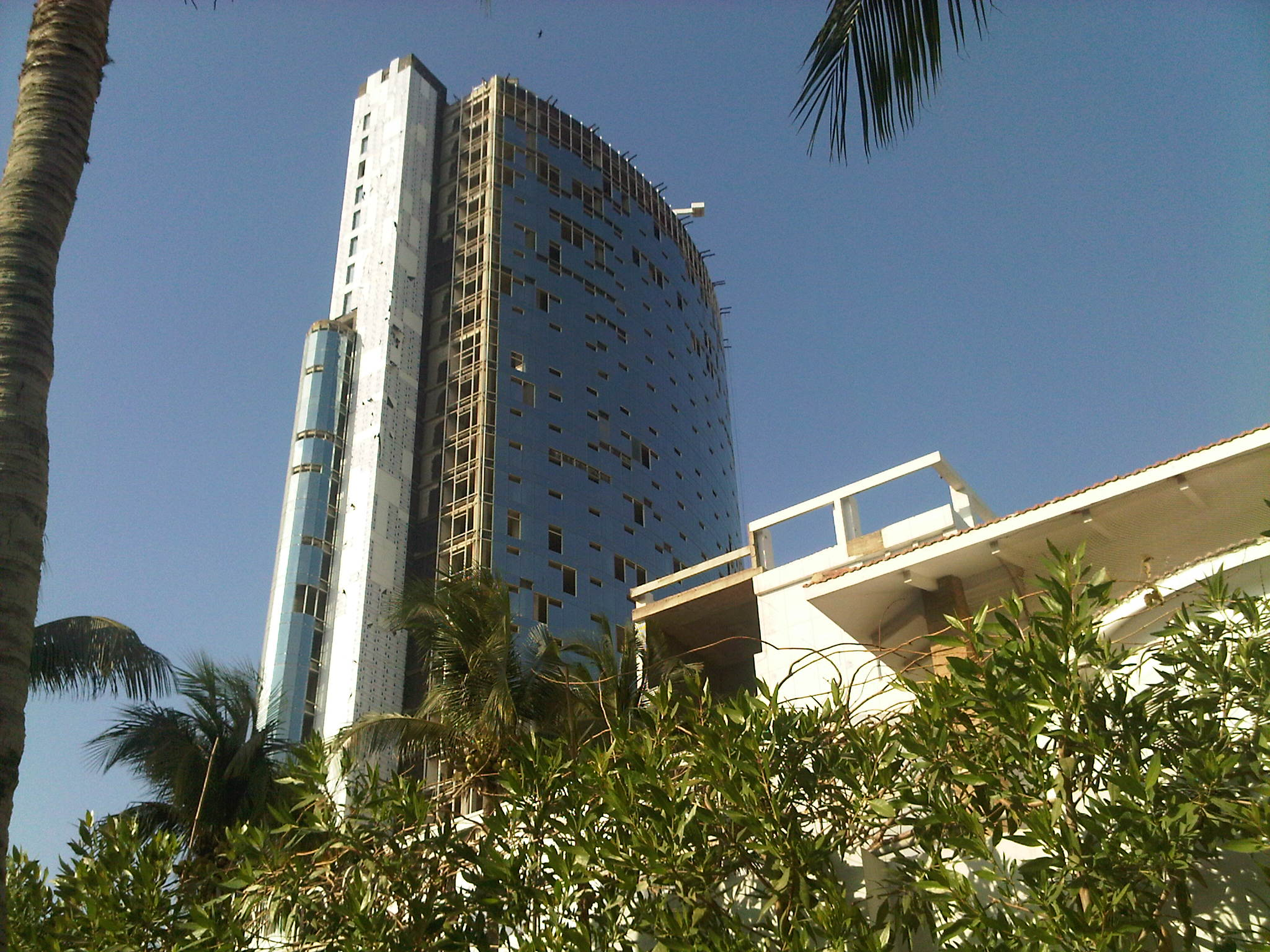
Ocean Towers

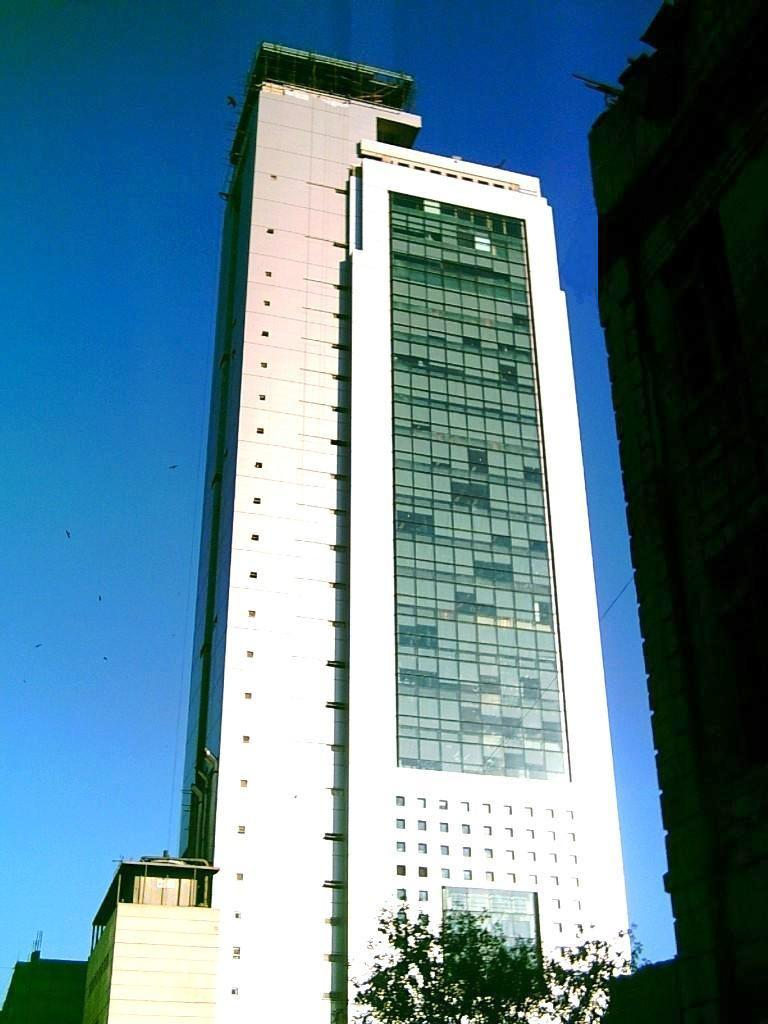
MCB Tower

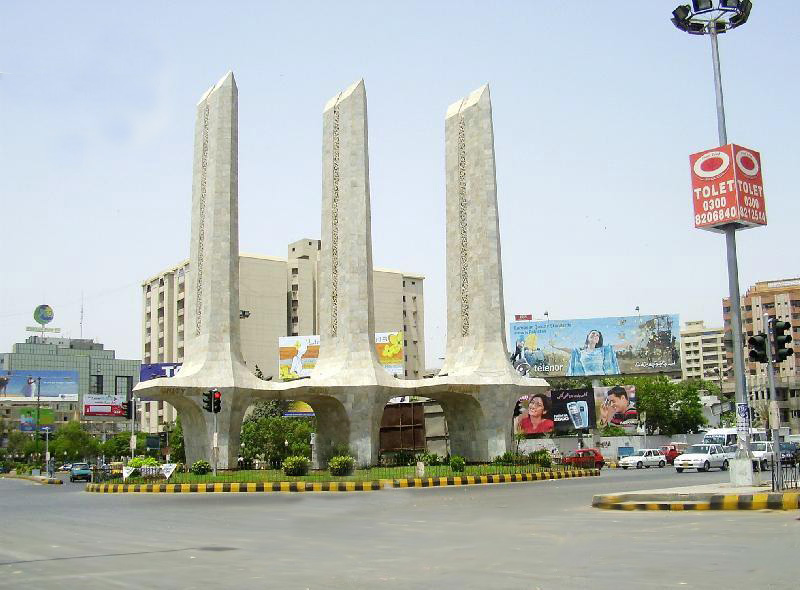
Три Меча

Карачи является экономической и финансовой столицей Пакистана, хотя начало 2000-х годов было отмечено застоем в экономическом развитии города, вызванным общей политической нестабильностью, межэтническими конфликтами и военными действиями в Пакистане. ВВП Карачи составляет около 20 % от общего объёма ВВП страны.
Доля города в промышленном секторе экономики Пакистана, составляет примерно 30 %. Основная часть валового внутреннего продукта провинции Синд приходится на долю Карачи ВВП провинции Синд, в процентах от общего объёма ВВП Пакистана, традиционно колеблется в районе 28 %—30 %). Согласно исследованиям PricewaterhouseCoopers, опубликованным в 2009 году, в которых участвовали крупнейшие города мира, ВВП Карачи составило 78 млрд. долларов. По прогнозам, ВВП Карачи составит 193 млрд долл. США к 2025 году, благодаря темпу роста экономики города в 5,5 % ежегодно. По этому показателю Карачи значительно опережает ближайшие два крупнейших города — Лахор и Фейсалабад, ВВП которых составляет 40 млрд $ и 14 млрд долл. соответственно. Высокий уровень ВВП Карачи обусловлен его мощной производственной базой и развитым финансовым сектором. В городе производят текстиль, цемент, сталь; развито тяжёлое машиностроение, химическая и пищевая промышленность; банковское дело и страхование. В феврале 2007 года Всемирный банк определил Карачи как самый благоприятный для бизнеса город Пакистана.
По данным Федерального совета доходов в 2006—2007 годах, налоговые и таможенные органы в Карачи получили сборы: 46,75 % от прямых налогов, 33,65 % от косвенных федеральных налогов и 23,38 % от внутреннего налога с продаж. Карачи получает 75,14 % налогов от таможенной пошлины и 79 % налогов с продаж на импорт. Таким образом, Карачи собирает значительную часть (53,38 %) от общего количества Федерального совета доходов, из которых 53,33 % приходятся на таможенные пошлины и налог на импорт.
Большинство крупных иностранных международных корпораций, действующих в Пакистане, имеют свои штаб-квартиры в Карачи. В городе представлены большинство государственных и частных банков Пакистана, в т. ч. Государственный банк Пакистана. Примечательно, что их штаб-квартиры расположены на одной улице — Ибрахима Исмаила Чундригара; по данным на 2001 год, почти 60 % денежных потоков пакистанской экономики проходят через учреждения, расположенные на этой улице. Фондовая биржа Карачи является крупнейшей фондовой биржей Пакистана, и, по мнению многих экономистов, именно деятельность этой биржи обеспечила 8%-ный рост ВВП Пакистана в 2005 году. Недавний отчёт Credit Suisse о фондовом рынке Пакистана свидетельствует о его стабильном росте.
Карачи является аутсорсинговым центром Пакистана, здесь развиты информационные технологии и электронные средства массовой информации. Call-центры стали привлекать инвестиции от иностранных компаний, при этом правительство приложило усилие для снижения налогов на целых 10 %, чтобы получить иностранные инвестиции также и в IT-секторе. Многие пакистанские независимые теле- и радиостанции находятся в Карачи, в том числе всемирно популярные: Business Plus, AAJ News, Geo TV, KTN, Sindh TV, CNBC Pakistan, TV One, ARY Digital, Indus Television Network, Samaa TV и Dawn News, а также несколько местных станций.
В Карачи расположено несколько крупных промышленных зон, таких как Karachi Export Processing Zone, SITE, Korangi, Northern Bypass Industrial Zone, Bin Qasim и North Karachi, расположенных на окраине главного города. В Karachi Expo Centre проводится множество региональных и международных выставок. Существует много проектов дальнейшего развития города. Среди проектов следует отметить компанию Emaar Properties, которая предлагает инвестировать 43 млрд долл. в Карачи, для развития острова Бундал, который расположен на расстоянии 49 км от Карачи. 
Karachi Port Trust планирует инвестировать 20 млрд рупий в строительство 593-метрового небоскрёба — Port Tower Complex на берегу Клифтона (район Карачи). Этот небоскрёб будет включать в себя гостиницу, торговый центр, выставочный центр и вращающийся ресторан со смотровой галереей на панорамный вид побережья и города.
В городе при помощи СССР в 1980-х годах построен Карачинский металлургический завод.

## Транспорт

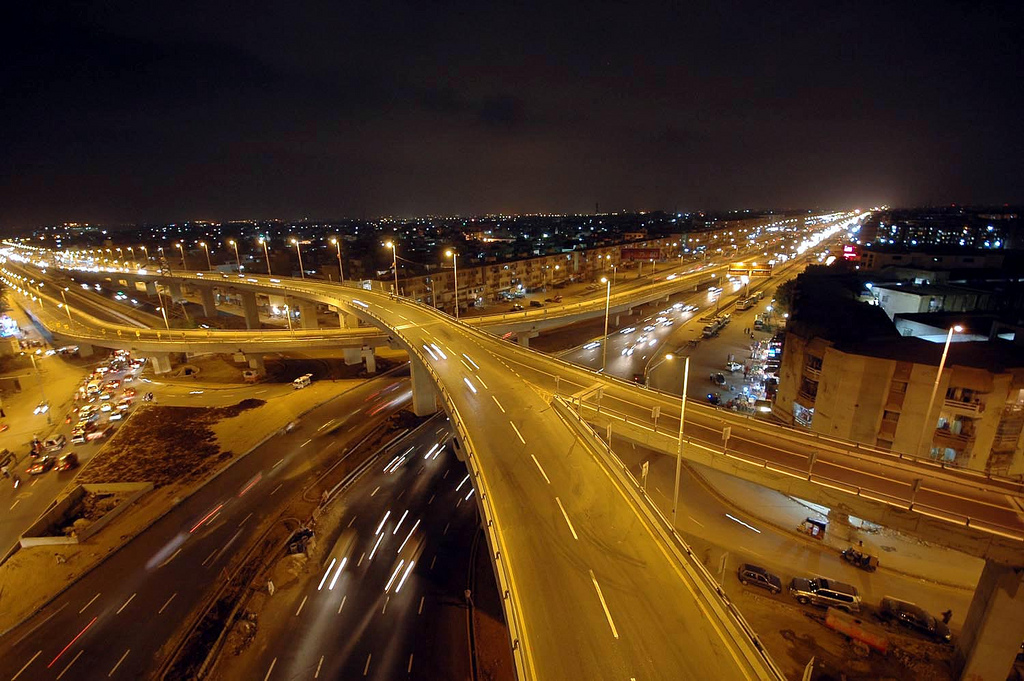
Многоуровневая развязка в Карачи

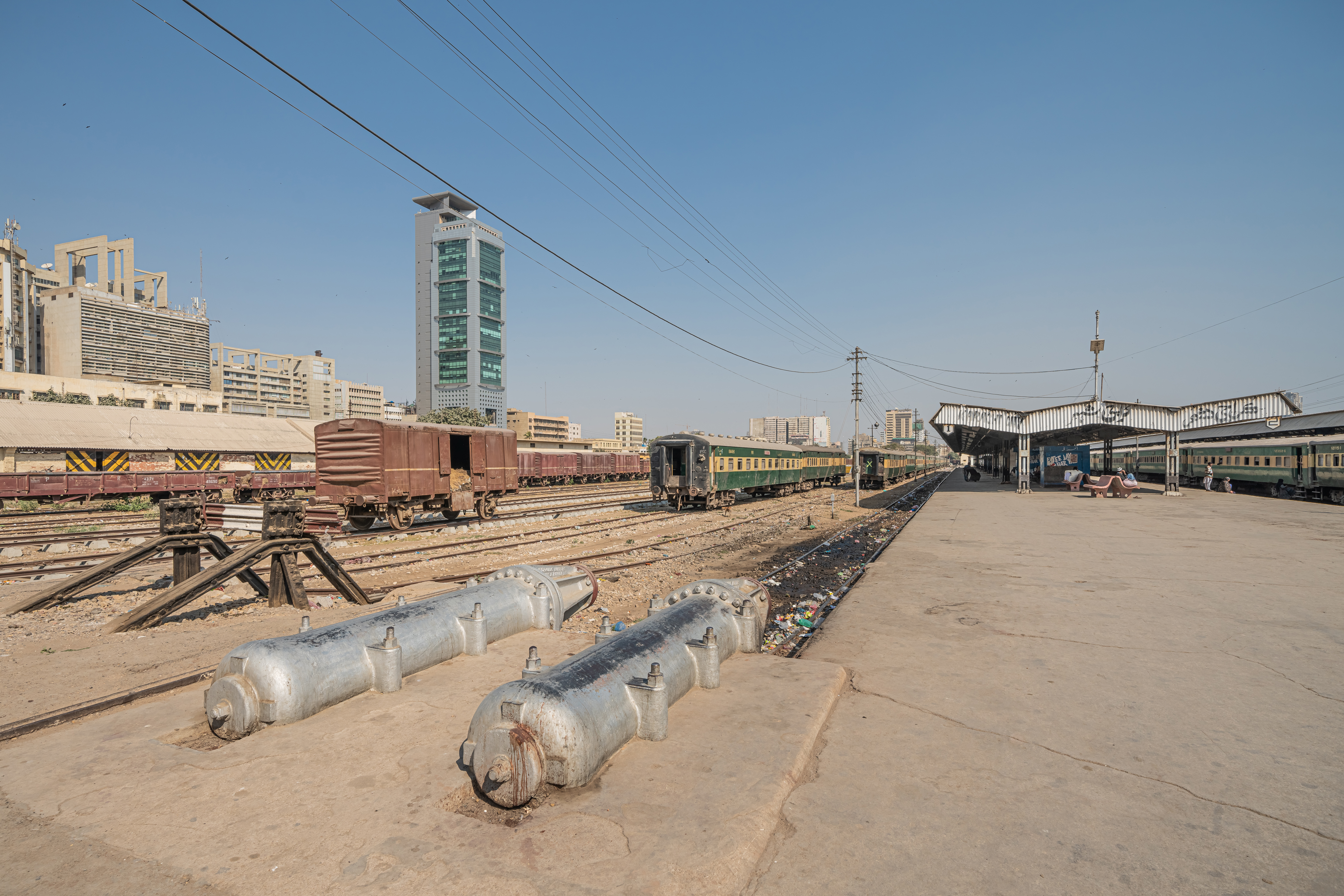
Вокзал «Карачи Сити»

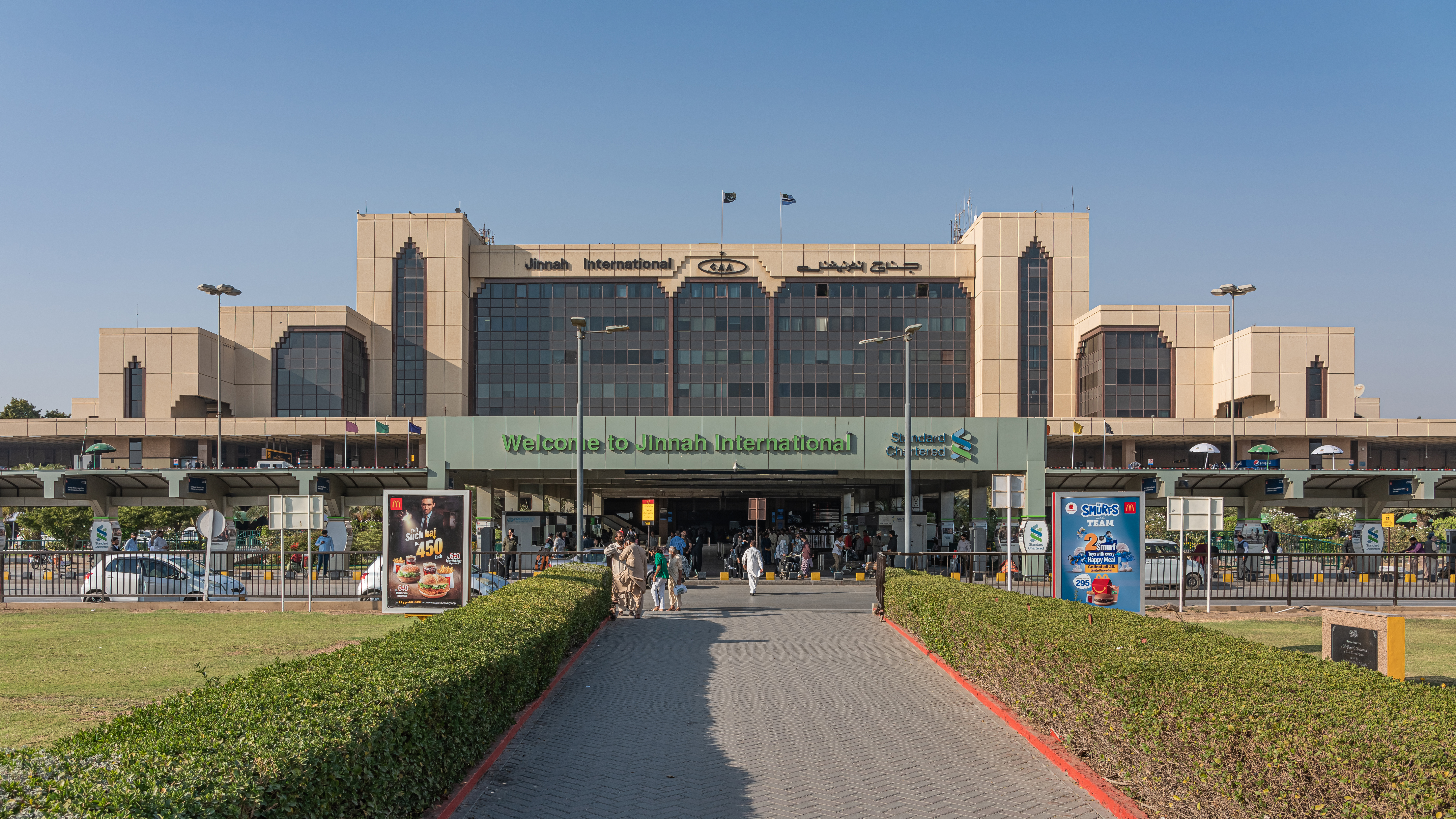
Аэропорт «Джинна»

### Автомобильный транспорт
Транспортные проблемы и загрязнение окружающей среды являются основными проблемами для Карачи. Уровень загрязнения воздуха в Карачи значительно выше норм, установленных Всемирной организацией здравоохранения. Были открыты новые парки и посажены деревья для улучшения состояния окружающей среды и сокращения её загрязнения. Было осуществлено строительство новых мостов и эстакад, подземных переходов и автомагистралей для разгрузки основных дорог и в целях уменьшения пробок.
В Мельбурне есть трамвай «Карачи», названный так в честь общественного транспорта одноимённого города.

### Железнодорожный транспорт
В городе есть два крупных железнодорожных вокзала. Карачи связан железнодорожным сообщением с другими городами Пакистана. 
По железным дорогам перевозится большое количество грузов из порта Карачи, также многие люди предпочитают добираться на поезде до других городов страны.
Карачи является крупнейшим городом в мире, в котором нет действующей системы метрополитена (если не считать построенной во второй половине 20 века кольцевой линии городской электрички, функционирующей лишь частично). Однако в 2011 году пакистанские власти решили разморозить проект по строительству метро в городе. Чиновник министерства транспорта заявил, что пакистанские инженеры при содействии японской компании JICA занялись проектировкой и постройкой метро. Правительство Японии предоставило Пакистану льготный кредит на строительство метро в размере 872 млн долларов США, который подлежит выплате через 40 лет. Метро будет построено в течение трёх лет при тесном сотрудничестве с японскими специалистами.

### Воздушный транспорт
В Карачи расположен Международный аэропорт «Джинна». Это крупнейший и наиболее развитый аэропорт в Пакистане. Через него проходит до 10 млн пассажиров в год. Аэропорт сотрудничает с большим числом иностранных авиакомпаний, преимущественно из стран Ближнего Востока и Юго-Восточной Азии. Практически все авиакомпании Пакистана используют этот аэропорт в качестве основного транспортного узла, включая Pakistan International Airlines, Airblue и Shaheen Air International. В городе есть ещё два аэродрома, но они используется вооружёнными силами.
22 мая 2020 года местные СМИ сообщили об авиакатастрофе Airbus A320 авиакомпании Pakistan International Airlines, следующего из Лахор в Карачи. На борту находилось 91 пассажиров и 8 членов экипажа.

### Водный транспорт
Правительством страны разработан план развития маршрутной сети перевозок по реке Инд вдоль провинции Пенджаб для удешевления транспортировки грузов и увеличению показателя занятости населения в рамках социально-экономического развития Пакистана. Крупнейшие судоходные порты в Пакистане — порт Карачи и порт Касим. Эти порты оснащены современным оборудованием и техникой и используются не только Пакистаном, но и Афганистаном, а также не имеющими выхода к морю странами Центральной Азии.

## Культура

### Образование

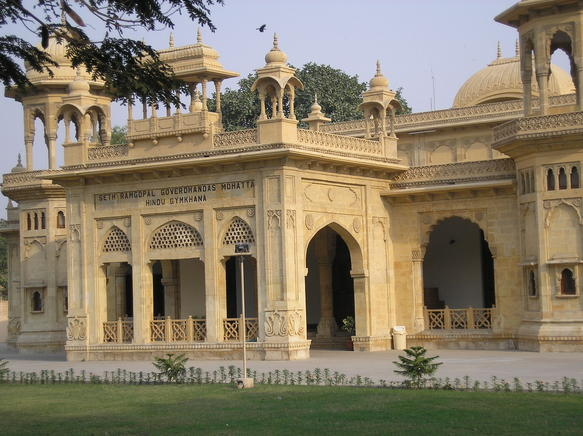
National Academy of Performing Arts.

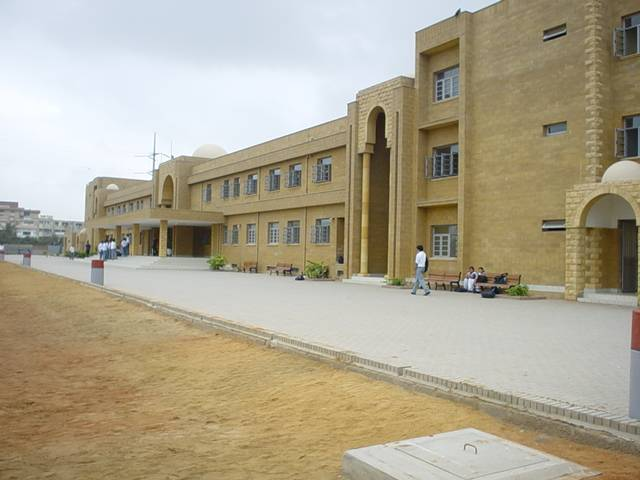
Школа грамоты в Карачи.

В 2008—09 годах, уровень грамотности среди взрослого населения города оценивался в 77 %. Карачи занимает 4-е место по уровню грамотности в стране после Исламабада, Равалпинди и Джелама с самой высокой совокупной долей учащихся в провинции Синд. Образование в Карачи (согласно существующей в Пакистане системе) делится на пять уровней: начальное (с первого по пятый класс), общее (с шестого по восьмой), полное (с девятого по десятый, по окончании которого выдают аттестат). В университетах выпускают бакалавров и магистров. В Карачи есть как государственные, так и частные учебные заведения. Большинство учебных заведений разделено по гендерному признаку.
Школа грамоты в Карачи — старейшая школа в Пакистане, воспитавшая многих пакистанских бизнесменов и политиков. Средняя школа Нараяна Джаганнатха была открыта в 1855 году, став первой общеобразовательной школой в провинции Синд.
Университет Карачи является крупнейшим университетом в Пакистане, с количеством учащихся в 24 000 студентов. При университете действует астрономическая обсерватория — Карачинская университетская обсерватория.

### Спорт
Крикет является самым популярным видом спорта и в Карачи, и в стране. Национальный стадион в Карачи — единственный в городе крикетный стадион мирового класса и второй по величине стадион для игры в крикет в Пакистане (после стадиона Каддафи в Лахоре). 26 февраля 1955 года состоялся первый интернациональный матч на Национальном стадионе, играли команды Пакистана и Индии. С тех пор пакистанская национальная команда по крикету выиграла 20 из 41 матчей на Национальном стадионе, однако нестабильность в стране, вызванная высоким уровнем терроризма, привела к тому, что многие государства отказались участвовать в соревнованиях в Карачи. Однодневный международный матч на Национальном стадионе был проведён 21 ноября 1980 года. В период между 1996 и 2001 годах национальная сборная по крикету не смогла выиграть ни одного матча в Карачи. В городе есть целый ряд команд по крикету, в том числе: Karachi, Karachi Blues, Karachi Greens и Karachi Whites. В ходе Кубка мира по крикету 1996 года на Национальном стадионе состоялось два групповых матча (Пакистан против Южной Африки 29 февраля, Пакистан против Англии 3 марта) и четвертьфинальный матч (Южная Африка против Вест-Индии 11 марта). В городе также прошли семь ежегодних Национальных Игр Пакистана (последний раз в 2007 году).
В Карачи также популярны такие виды спорта, как бадминтон, волейбол и баскетбол. Футбол особенно популярен в Лайари (один из районов Карачи), в котором проживает большое сообщество сидди и белуджей. Народный Футбольный Стадион — один из крупнейших футбольных стадионов в Пакистане, вмещает в себя около 40 000 человек. В 2005 году город принимал чемпионат Юго-Восточной Азии по футболу, а также Geo Super Football League в 2007 году. В городе есть стадион для игры в хоккей на траве, помещения для занятия боксом, сквошем и поло. Так как город расположен на побережье Аравийского моря, здесь распространено катание на лодках, водных лыжах и сёрфинг.

## Здравоохранение и медицина
В Карачи есть 30 государственных и более 80 частных больниц, в том числе: Институт заболеваний сердца, Национальный институт сердечно-сосудистых заболеваний, Гражданская больница, Пакистанская морская станция «Рахат», больница «Аббаси Шахид», Университетская больница «Ага Хан», больница «Святая Семья», Национальный госпиталь «Лиакат», Медицинский центр «Джинна», больницы доктора Зияуддина, Госпиталь Южного города и Больница «леди Дафферин».
В городе есть следующие медицинские учебные заведения: медицинский колледж «Дау», Синдский медицинский колледж, Медицинский и стоматологический колледж «Джинна», Медицинский и стоматологический колледж «Хамдард» и Медицинский университет Зияуддина.

## Города-побратимы
- Индонезия, Джакарта
- Китай, Шанхай (кит. упр. 上海, пиньинь Shànghǎi, у Zånhae; 1984)
- Маврикий, Порт-Луи
- Казахстан, Алматы
- США, Хьюстон (англ. Houston; 2009)[82]